# Нейгл, Ламар
Лама́р Джа́стин Нейгл (англ. Lamar Justin Neagle; род. 7 мая 1987[…], Такома, Вашингтон) — американский футболист, атакующий полузащитник.

## Карьера
В 2005—2008 годах Нейгл обучался в Невадском университете в Лас-Вегасе по специальности «Университетские исследования» и играл за университетскую футбольную команду «Ю-эн-эл-ви Ребелс» в Национальной ассоциации студенческого спорта.
В 2007 и 2008 годах также выступал в Премьер-лиге развития ЮСЛ за клуб «Де-Мойн Менис».
10 июня 2009 года Нейгл подписал контракт с клубом MLS «Сиэтл Саундерс». 25 ноября 2009 года, не сыграв ни одного официального матча, он был отчислен из «Саундерс».
15 апреля 2010 года Нейгл заключил контракт с клубом Второго дивизиона ЮСЛ «Чарлстон Бэттери». Дебютировал за «Бэттери» 17 апреля в матче стартового тура сезона против «Шарлотт Иглз», заменив в перерыве между таймами Стивена Армстронга. В матче против «Иглз» 1 мая забил свой первый гол за «Бэттери». По итогам сезона 2010 Нейгл, забив 12 голов, стал лучшим бомбардиром, был включён в первую символическую сборную и был признан самым ценным игроком USL-2.
3 сентября 2010 года Нейгл перешёл в клуб чемпионата Финляндии «Мариехамн», подписав контракт до конца сезона. В Вейккауслиге дебютировал 20 сентября в матче против «Хаки», выйдя на замену во втором тайме. 2 октября в матче против «МюПа-47» забил свой первый гол в чемпионате Финляндии.
2 марта 2011 года Нейгл на правах свободного агента вернулся в «Сиэтл Саундерс». В MLS дебютировал 15 марта в матче стартового тура сезона против «Лос-Анджелес Гэлакси», выйдя на замену на 79-й минуте вместо О’Брайана Уайта. 28 мая в матче против «Реал Солт-Лейк» забил свой первый гол в MLS. 27 августа в матче против «Коламбус Крю» оформил хет-трик, за что был назван игроком недели в MLS.
17 февраля 2012 года Ламар Нейгл и Майк Фусито были обменяны в «Монреаль Импакт» на Эдди Джонсона. За «Импакт» он дебютировал 17 марта в матче против «Чикаго Файр», заменив Патриса Бернье на 82-й минуте. 16 июня в матче против «Сиэтла» забил свой первый гол за «Монреаль».
27 января 2013 года Нейгл вернулся в «Сиэтл Саундерс» в обмен на место иностранного игрока до конца сезона 2014. 6 января 2014 года продлил контракт с «Саундерс».
7 декабря 2015 года Нейгл был приобретён «Ди Си Юнайтед» за общие и целевые распределительные средства. Свой дебют за «Ди Си», 6 марта 2016 года в матче стартового тура сезона против «Гэлакси», отметил голом. 1 октября в матче против «Торонто» сделал дубль, и был назван игроком недели в MLS.
7 августа 2017 года Нейгл вновь вернулся в «Сиэтл Саундерс» в обмен на пик четвёртого раунда Супердрафта MLS 2018. По окончании сезона 2017 контракт Нейгла с «Саундерс» истёк, но 20 февраля 2018 года клуб переподписал игрока. 18 мая 2018 года Нейгл был заявлен в «Сиэтл Саундерс 2», фарм-клуб «Сиэтл Саундерс» в USL. За «Саундерс 2» дебютировал на следующий день в матче против «Рино 1868». 26 июля в матче против «Лас-Вегас Лайтс» забил свой первый гол за «Саундерс 2». По окончании сезона 2018 «Сиэтл Саундерс» не стал продлевать контракт с Нейглом.
В феврале 2019 года проходил просмотр в клубе Чемпионшипа ЮСЛ «Финикс Райзинг», забил гол в предсезонном матче со «Спортингом Канзас-Сити».
8 марта 2019 года Нейгл подписал контракт с шоубольным клубом «Такома Старз» из Major Arena Soccer League. 17 октября 2019 года переподписал контракт с клубом. 11 декабря 2021 года подписал новый контракт с клубом.
В 2019 году Нейгл начал работать тренером в детско-юношеской команде «Федерал-Уэй».
1 декабря 2021 года Нейгл стал сооснователем футбольного клуба «Баллард», который в мае 2022 года начнёт выступления в Лиге два ЮСЛ.

## Достижения
Командные
 «Чарлстон Бэттери»
- Чемпион Второго дивизиона ЮСЛ[англ.]: 2010
- Победитель регулярного чемпионата Второго дивизиона ЮСЛ[англ.]: 2010

 «Сиэтл Саундерс»
- Обладатель Открытого кубка США: 2011, 2014
- Победитель регулярного чемпионата MLS: 2014

Индивидуальные
- Самый ценный игрок Второго дивизиона ЮСЛ[англ.]: 2010
- Лучший бомбардир Второго дивизиона ЮСЛ[англ.]: 2010 (12 голов)
- Член первой символической сборной Второго дивизиона ЮСЛ[англ.]: 2010

## Статистика
| Выступление                  | Выступление      | Выступление      | Лига | Лига | Плей-офф | Плей-офф | Кубок | Кубок | ЛЧ КОНКАКАФ | ЛЧ КОНКАКАФ | Итого | Итого |
| Клуб                         | Лига             | Сезон            | Игры | Голы | Игры     | Голы     | Игры  | Голы  | Игры        | Голы        | Игры  | Голы  |
| ---------------------------- | ---------------- | ---------------- | ---- | ---- | -------- | -------- | ----- | ----- | ----------- | ----------- | ----- | ----- |
| Сиэтл Саундерс               | MLS              | 2009             | 0    | 0    | 0        | 0        | 0     | 0     | —           | —           | 0     | 0     |
| Чарлстон Бэттери             | USL-2            | 2010             | 19   | 12   | 1        | 1        | 4     | 1     | —           | —           | 24    | 14    |
| Мариехамн                    | Вейккауслига     | 2010             | 5    | 2    | —        | —        | —     | —     | —           | —           | 5     | 2     |
| Сиэтл Саундерс               | MLS              | 2011             | 23   | 5    | 2        | 1        | 3     | 1     | 7           | 0           | 35    | 7     |
| Монреаль Импакт              | MLS              | 2012             | 23   | 2    | —        | —        | 1     | 0     | —           | —           | 24    | 2     |
| Сиэтл Саундерс               | MLS              | 2013             | 30   | 8    | 2        | 0        | 1     | 0     | 2           | 1           | 35    | 9     |
| Сиэтл Саундерс               | MLS              | 2014             | 32   | 9    | 3        | 0        | 5     | 0     | —           | —           | 40    | 9     |
| Сиэтл Саундерс               | MLS              | 2015             | 31   | 4    | 0        | 0        | 1     | 0     | 4           | 3           | 36    | 7     |
| Ди Си Юнайтед                | MLS              | 2016             | 31   | 9    | 1        | 1        | 0     | 0     | —           | —           | 32    | 10    |
| Ди Си Юнайтед                | MLS              | 2017             | 22   | 1    | —        | —        | 2     | 0     | —           | —           | 24    | 1     |
| Ди Си Юнайтед                | Итого            | Итого            | 53   | 10   | 1        | 1        | 2     | 0     | —           | —           | 56    | 11    |
| Сиэтл Саундерс               | MLS              | 2017             | 8    | 2    | 3        | 0        | —     | —     | —           | —           | 11    | 2     |
| Сиэтл Саундерс               | MLS              | 2018             | 6    | 0    | 0        | 0        | 1     | 0     | 3           | 0           | 10    | 0     |
| Сиэтл Саундерс               | Итого            | Итого            | 130  | 28   | 10       | 1        | 11    | 1     | 16          | 4           | 167   | 34    |
| Сиэтл Саундерс 2 (фарм-клуб) | USL              | 2018             | 8    | 4    | —        | —        | —     | —     | —           | —           | 8     | 4     |
| Всего за карьеру             | Всего за карьеру | Всего за карьеру | 238  | 58   | 12       | 3        | 18    | 2     | 16          | 4           | 284   | 67    |

Источники: Transfermarkt, Soccerway, Footballdatabase.eu, SoccerStats.us.